# Руда (Кротошинський повіт)
Руда (пол. Ruda) — село в Польщі, у гміні Здуни Кротошинського повіту Великопольського воєводства.
Населення — 145 осіб (2011).
У 1975-1998 роках село належало до Каліського воєводства.

## Демографія
Демографічна структура станом на 31 березня 2011 року:
|          | Загалом | Допрацездатний вік | Працездатний вік | Постпрацездатний вік |
| -------- | ------- | ------------------ | ---------------- | -------------------- |
| Чоловіки | 65      | 11                 | 49               | 5                    |
| Жінки    | 80      | 18                 | 48               | 14                   |
| Разом    | 145     | 29                 | 97               | 19                   |